# Golfo Sarónico

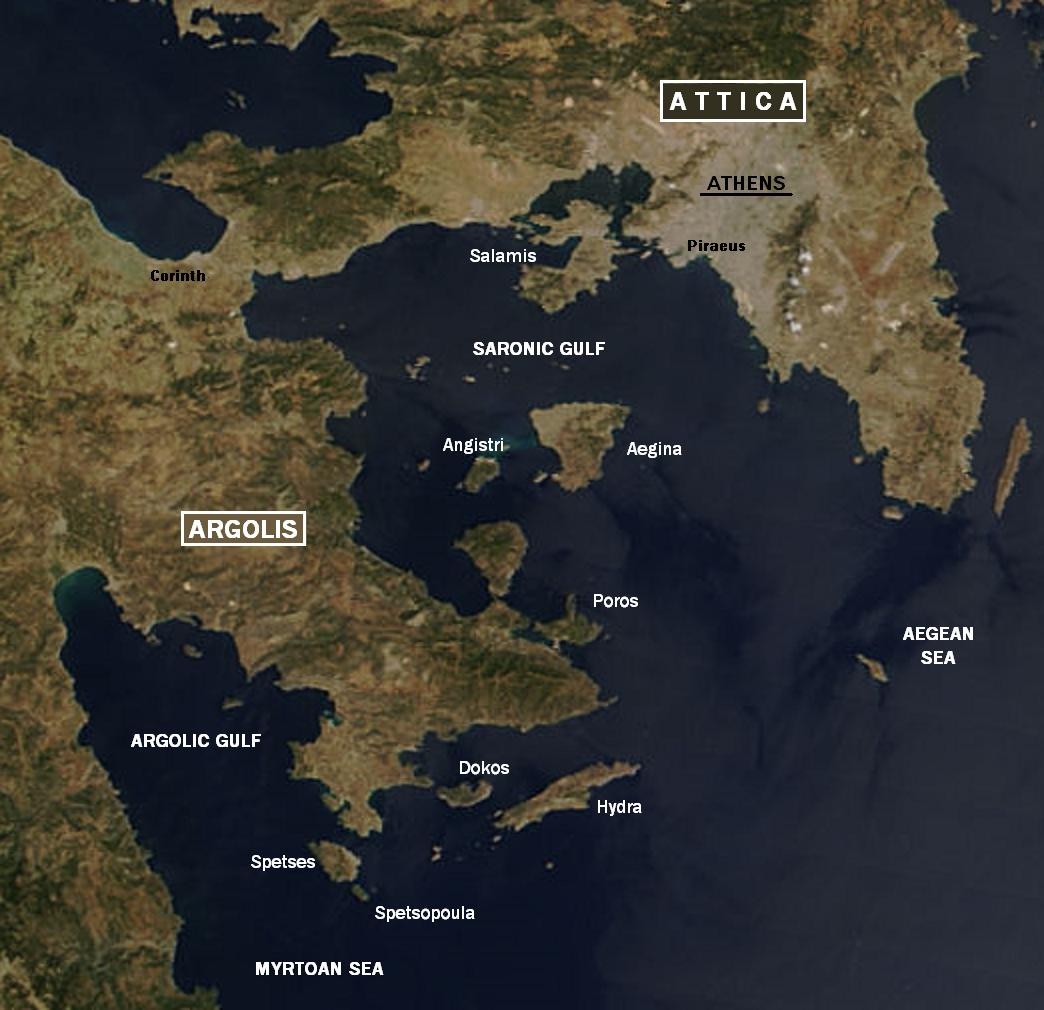
Golfo Sarónico, no mar Egeu

O golfo Sarónico (português europeu) ou Sarônico (português brasileiro) (em grego:  Σαρωνικός κόλπος) ou golfo de Egina faz parte do mar Egeu e define o lado oriental do istmo de Corinto. É o termo oriental do canal de Corinto, que atravessa o istmo. As ilhas Sarónicas que se alinham na metade do golfo são Egina, Salamina e Poros, além de ilhas menores como Patroklou e Vleves. O porto do Pireu — o porto que serve Atenas — fica na margem nordeste do golfo. O novo Aeroporto Internacional Eleftherios Venizelos situa-se também no nordeste. As praias abundam em grande parte da sua costa desde Poros a Epidauro, de Galataki a Kineta e de Mégara a Elêusis, tal como do Pireu até Anavissos. A área urbana de Atenas rodeia as costas do lado oriental e setentrional deste golfo.
Entre as baías do golfo estão a baía de Falero, baía de Elêusis a norte e baía de Kechries no noroeste.
Os vulcões de Metana ficam a sudoeste junto a Cromiônia, no istmo de Corinto, Egina e Poros. As linhas de falhas dominam especialmente no sector noroeste.

## História
O seu nome provém do mitológico rei Sarão, que se afogou cruzando o lago Psifaei (hoje Psifta). O golfo Sarónico representava uma série de seis entradas em Averno, cada uma delas custodiada por um inimigo ctónico que se apresentava na forma de bandido ou ladrão. 
A Batalha de Salamina, que opôs gregos e persas em 480 a.C. no golfo, alterou o desenvolvimento do mundo antigo.
Um sismo em 4 de janeiro de 2005 atingiu o golfo com 4,9 graus na escala de Richter. O sismo atingiu Egina e Náuplia e alcançou mais tarde Calamata. Ocorreu às 16:00 horas (UTC), 18:00 hora local (BNST). 

## Cabos
- Cabo Lomvardi - SO de Vouliagmeni